# Argumentum ad misericordiam
Het argumentum ad misericordiam (Latijn: 'argument naar het medelijden') is een drogreden waarbij iemand een beroep doet op het medelijden van de luisteraar om zijn argument onterecht kracht bij te zetten. Deze drogreden kan op twee manieren voorkomen, ofwel heeft de opgewekte emotie niets te maken met het punt van het argument ofwel wordt het emotionele erg overdreven. Dit heeft niets te maken met een oprecht emotioneel verhaal, het enige doel is gelijk te krijgen op basis van mededogen.
Een voorbeeld is "Ik heb met heel veel moeite twee pagina's tekst bij elkaar geschreven, dus je kunt het nu niet afkeuren". Een formelere beschrijving hiervan is:
P kostte x Q.

Q was een grote inspanning of uitgave voor x.

Daarom moet P iets goeds opleveren.